# Lijst van gemeentelijke monumenten in Montferland
De gemeente Montferland kent 138 gemeentelijke monumenten. Hieronder een overzicht. 

## Azewijn
De plaats Azewijn heeft 9 gemeentelijke monumenten:
| Object                  | Bouwjaar                                    | Architect                       | Locatie            | Coördinaten                   | Nr.      | Afbeelding              |
| ----------------------- | ------------------------------------------- | ------------------------------- | ------------------ | ----------------------------- | -------- | ----------------------- |
| Boerderij               |                                             |                                 | Eerlandsestraat 16 | 51° 52' 53" NB, 6° 18' 58" OL | 1955/109 | Boerderij               |
| Boerderij               |                                             |                                 | Gendringseweg 3    | 51° 53' 17" NB, 6° 18' 34" OL | 1955/10  | Boerderij               |
| Boerderij               |                                             |                                 | Gendringseweg 5    | 51° 53' 5" NB, 6° 19' 16" OL  | 1955/11  | Boerderij               |
| Woonhuis vmg. boerderij |                                             |                                 | Leppestraat 8      | 51° 53' 14" NB, 6° 18' 14" OL | 1955/12  | Woonhuis vmg. boerderij |
| Boerderij 't Hof        |                                             |                                 | Marssestraat 39    | 51° 53' 22" NB, 6° 18' 28" OL | 1955/13  | Boerderij 't Hof        |
| R.K. Sint-Mattheüskerk  | 1890-1891 (toren) 1950-1951 (schip en koor) | Gerard te Riele Antonius Vosman | Mattheusplein 1    | 51° 53' 12" NB, 6° 18' 22" OL | 1955/14  | R.K. Sint-Mattheüskerk  |
| Pastorie                |                                             |                                 | Mattheusplein 2    | 51° 53' 11" NB, 6° 18' 21" OL | 1955/15  | Pastorie                |
| Trafohuisje             |                                             |                                 | Molenweg 4         | 51° 53' 12" NB, 6° 18' 11" OL | 1955/16  | Trafohuisje             |
| Woonhuis                |                                             |                                 | Ompertsestraat 1   | 51° 53' 19" NB, 6° 18' 5" OL  | 1955/17  | Woonhuis                |

## Beek
De plaats Beek kent 7 gemeentelijke monumenten:
| Object                  | Bouwjaar | Architect | Locatie                           | Coördinaten                   | Nr.      | Afbeelding              |
| ----------------------- | -------- | --------- | --------------------------------- | ----------------------------- | -------- | ----------------------- |
| Boerderij               |          |           | Eltenseweg 16                     | 51° 53' 48" NB, 6° 11' 10" OL | 1955/18  | Boerderij               |
| Woonhuis vmg. boerderij |          |           | Schaapsdrift 14                   | 51° 54' 10" NB, 6° 11' 43" OL | 1955/9   | Woonhuis vmg. boerderij |
| Woonhuis                |          |           | Sint Jansgildestraat 2            | 51° 55' 9" NB, 6° 11' 53" OL  | 1955/19  | Woonhuis                |
| Woonhuis, vmg. pastorie |          |           | Sint Martinusstraat 22            | 51° 54' 28" NB, 6° 11' 20" OL | 1955/20  | Woonhuis, vmg. pastorie |
| Woonhuis                |          |           | Steegseweg 5                      | 51° 54' 12" NB, 6° 11' 6" OL  | 1955/110 | Woonhuis                |
| Voormalige boerderij    |          |           | Steegseweg 7                      | 51° 54' 12" NB, 6° 11' 4" OL  | 1955/21  | Voormalige boerderij    |
| Kapel                   |          |           | Zuidermarkweg hoek Kerkhuisstraat | 51° 54' 55" NB, 6° 11' 6" OL  | 1955/22  | Kapel                   |

## Braamt
De plaats Braamt kent 5 gemeentelijke monumenten:
| Object                        | Bouwjaar | Architect | Locatie               | Coördinaten                   | Nr.     | Afbeelding                    |
| ----------------------------- | -------- | --------- | --------------------- | ----------------------------- | ------- | ----------------------------- |
| Woonhuis 't Olde Meestershuus |          |           | Graaf Hendrikstraat 1 | 51° 55' 25" NB, 6° 16' 1" OL  | 1955/23 | Woonhuis 't Olde Meestershuus |
| Boerderij                     |          |           | Koppelstraat 3        | 51° 55' 19" NB, 6° 16' 16" OL | 1955/24 | Boerderij                     |
| Woonhuis                      |          |           | Langestraat 10        | 51° 55' 27" NB, 6° 15' 59" OL | 1955/25 | Woonhuis                      |
| Trafohuisje                   |          |           | Zeddamseweg 3         | 51° 55' 18" NB, 6° 16' 8" OL  | 1955/26 | Trafohuisje                   |
| Voormalige boerderij          |          |           | Zeddamseweg 8         | 51° 55' 16" NB, 6° 16' 5" OL  | 1955/27 | Voormalige boerderij          |

## Didam
De plaats Didam kent 13 gemeentelijke monumenten:
| Object                                         | Bouwjaar           | Architect | Locatie | Coördinaten                  | Nr.         | Afbeelding                                     |
| ---------------------------------------------- | ------------------ | --------- | --- | ---------------------------- | ----------- | ---------------------------------------------- |
| Voormalige kosterswoning                       |                    |           | Deken Reuvekamplaan 3 | 51° 56' 28" NB, 6° 7' 38" OL | 1955/930866 | Voormalige kosterswoning                       |
| Boerderij annex herberg De Nachtegaal          |                    |           | Doesburgseweg 9 | 51° 57' 40" NB, 6° 8' 15" OL | 1955/40627  | Boerderij annex herberg De Nachtegaal          |
| Julianawijk - bestaande uit 97 woningen        | Wederopbouwperiode |           | Prins Bernardstraat 9,11,15 t/m 25 (oneven) en 16 t/m 26 (even) Julianastraat 1 t/ 39 (oneven) en 2 t/m 44 (even) Hoofdstraat 38, 40 en 44 t/m 58 (even) Wilhelminastraat 61 t/m 71 (oneven) Willibrordusweg 23, 25, 35 t/m 57 (oneven) en 61 t/m 83 (oneven) | 51° 56' 16" NB, 6° 7' 57" OL | 1955/42900  | Julianawijk - bestaande uit 97 woningen        |
| Pius-complex (klooster, kapel, school en tuin) |                    |           | Kerkstraat 22-24 | 51° 56' 32" NB, 6° 7' 44" OL | 1955/933309 | Pius-complex (klooster, kapel, school en tuin) |
| Voormalig rentenierswoning "Thepedi"           |                    |           | Kerkstraat 7 | 51° 56' 25" NB, 6° 7' 42" OL | 1955/701    | Voormalig rentenierswoning "Thepedi"           |
| Krukhuisboerderij                              |                    |           | Luijnhorstraat 7 | 51° 56' 48" NB, 6° 6' 48" OL | 1955/930154 | Krukhuisboerderij                              |
| Boerderijcomplex incl. twee wagenschuren       |                    |           | Manhorstweg 12 | 51° 57' 5" NB, 6° 6' 60" OL  | 1955/41965  | Boerderijcomplex incl. twee wagenschuren       |
| Markthal                                       |                    |           | Marktplein 3 | 51° 56' 26" NB, 6° 7' 46" OL | 1955/702    | Markthal                                       |
| Hallehuisboerderij De Nevelhorst               |                    |           | Nevelhorstpad 1 | 51° 56' 24" NB, 6° 7' 6" OL  | 1955/930558 | Hallehuisboerderij De Nevelhorst               |
| Voormalige dokterswoning                       |                    |           | Raadhuisstraat 11 | 51° 56' 21" NB, 6° 7' 40" OL | 1955/924817 | Voormalige dokterswoning                       |
| St. Albertusgebouw                             |                    |           | Raadhuisstraat 3-9 | 51° 56' 18" NB, 6° 7' 40" OL | 1955/924816 | St. Albertusgebouw                             |
| Winkelwoonhuis                                 |                    |           | Spoorstraat 11-11b | 51° 56' 7" NB, 6° 7' 49" OL  | 1955/09.13  | Winkelwoonhuis                                 |
| Kapel Maria, Koningin van de Vrede             |                    |           | Tatelaarweg ong. | 51° 56' 18" NB, 6° 7' 4" OL  | 1955/42035  | Kapel Maria, Koningin van de Vrede             |
| Voormalige boerderij                           |                    |           | Torenstraat 4 | 51° 56' 18" NB, 6° 7' 34" OL | 1955/WN1    | Voormalige boerderij                           |

## Kilder
De plaats Kilder kent 5 gemeentelijke monumenten:
| Object                         | Bouwjaar | Architect     | Locatie          | Coördinaten                   | Nr.     | Afbeelding                    |
| ------------------------------ | -------- | ------------- | ---------------- | ----------------------------- | ------- | ----------------------------- |
| Voormalige onderwijzerswoning  |          | Hendrik Ovink | Hoofdstraat 3    | 51° 56' 13" NB, 6° 13' 54" OL | 1955/74 | Voormalige onderwijzerswoning |
| Pastorie                       |          |               | Hoofdstraat 6    | 51° 56' 13" NB, 6° 13' 57" OL | 1955/75 | Pastorie                      |
| R.K. kerk H. Johannes de Doper | 1886     | Alfred Tepe   | Hoofdstraat 8    | 51° 56' 13" NB, 6° 13' 56" OL | 1955/76 | Meer afbeeldingen             |
| Boerderij met stallen          |          |               | Stroombroekweg 1 | 51° 56' 31" NB, 6° 16' 2" OL  | 1955/77 | Boerderij met stallen         |
| Woonhuis voormalige boerderij  |          |               | Zeddamseweg 8    | 51° 55' 55" NB, 6° 14' 17" OL | 1955/78 | Woonhuis voormalige boerderij |

## Lengel
De plaats Lengel kent 3 gemeentelijke monumenten:
| Object                 | Bouwjaar       | Architect | Locatie           | Coördinaten                   | Nr.      | Afbeelding             |
| ---------------------- | -------------- | --------- | ----------------- | ----------------------------- | -------- | ---------------------- |
| Trafohuisje            | sloopjaar 2024 |           | Antoniusstraat 33 | 51° 52' 48" NB, 6° 16' 16" OL | 1955/79  | Trafohuisje            |
| Woonhuis De Zonnekroek |                |           | De Zonnekroek 2   | 51° 53' 14" NB, 6° 15' 29" OL | 1955/80  | Woonhuis De Zonnekroek |
| Boerderij              |                |           | Korenhorsterweg 4 | 51° 53' 30" NB, 6° 16' 21" OL | 1955/112 | Boerderij              |

## Loerbeek
De plaats Loerbeek kent 3 gemeentelijke monumenten:
| Object                                       | Bouwjaar | Architect | Locatie           | Coördinaten                   | Nr.      | Afbeelding                                   |
| -------------------------------------------- | -------- | --------- | ----------------- | ----------------------------- | -------- | -------------------------------------------- |
| Molen van Berntsen. Molenromp en motorhuisje |          |           | Doetinchemseweg 4 | 51° 55' 12" NB, 6° 11' 59" OL | 1955/115 | Molen van Berntsen. Molenromp en motorhuisje |
| Woonhuis voormalige boerderij                |          |           | Doetinchemseweg 9 | 51° 55' 28" NB, 6° 12' 12" OL | 1955/81  | Woonhuis voormalige boerderij                |
| Boerderij                                    |          |           | Haspelweg 2       | 51° 55' 28" NB, 6° 11' 54" OL | 1955/82  | Boerderij                                    |

## Loil
De plaats Loil kent 2 gemeentelijke monumenten:
| Object                               | Bouwjaar | Architect       | Locatie      | Coördinaten                 | Nr.           | Afbeelding                           |
| ------------------------------------ | -------- | --------------- | ------------ | --------------------------- | ------------- | ------------------------------------ |
| R.K. Kerk Onze Lieve Vrouwe          |          | M.J. Rietbergen | Wehlseweg 36 | 51° 57' 9" NB, 6° 8' 39" OL | 1955/wikinr_2 | R.K. Kerk Onze Lieve Vrouwe          |
| Pastorie R.K. Kerk Onze Lieve Vrouwe |          |                 | Wehlseweg 38 | 51° 57' 9" NB, 6° 8' 40" OL | 1955/961154   | Pastorie R.K. Kerk Onze Lieve Vrouwe |

## Nieuw-Dijk
De plaats Nieuw-Dijk kent 2 gemeentelijke monumenten:
| Object                                | Bouwjaar | Architect       | Locatie         | Coördinaten                  | Nr.           | Afbeelding                            |
| ------------------------------------- | -------- | --------------- | --------------- | ---------------------------- | ------------- | ------------------------------------- |
| R.K. Kerk Heilige Antonius van Padua  | 1911     | M.J. Rietbergen | Smallestraat 35 | 51° 55' 53" NB, 6° 9' 23" OL | 1955/wikinr_3 | R.K. Kerk Heilige Antonius van Padua  |
| Pastorie met tuinaanleg en Mariakapel |          |                 | Smallestraat 35 | 51° 55' 53" NB, 6° 9' 23" OL | 1955/32154    | Pastorie met tuinaanleg en Mariakapel |

## 's-Heerenberg
De plaats 's-Heerenberg kent 49 gemeentelijke monumenten. Zie de lijst van gemeentelijke monumenten in 's-Heerenberg

## Stokkum
De plaats Stokkum kent 8 gemeentelijke monumenten:
| Object                        | Bouwjaar | Architect | Locatie                         | Coördinaten                   | Nr.     | Afbeelding                    |
| ----------------------------- | -------- | --------- | ------------------------------- | ----------------------------- | ------- | ----------------------------- |
| Voormalige onderwijzerswoning |          |           | Eltenseweg 2                    | 51° 52' 34" NB, 6° 13' 24" OL | 1955/83 | Voormalige onderwijzerswoning |
| Schuur bij woning             |          |           | Linthorsterstraat (bij1)        | 51° 52' 29" NB, 6° 13' 28" OL | 1955/84 | Schuur bij woning             |
| Woonhuis                      |          |           | Molenberg 1                     | 51° 52' 34" NB, 6° 13' 35" OL | 1955/85 | Woonhuis                      |
| Woonhuis                      |          |           | Molenberg 3                     | 51° 52' 34" NB, 6° 13' 35" OL | 1955/86 | Woonhuis                      |
| Woonhuis Muldershuis          |          |           | Molenberg 9 (woonhuis)          | 51° 52' 38" NB, 6° 13' 44" OL | 1955/87 | Woonhuis Muldershuis          |
| R.K. kerk St. Suitbertus      |          |           | Pastoor van Sonsbeeckstraat 22  | 51° 52' 46" NB, 6° 13' 23" OL | 1955/88 | Meer afbeeldingen             |
| Pastorie                      |          |           | Pastoor van Sonsbeeckstraat 24  | 51° 52' 45" NB, 6° 13' 22" OL | 1955/89 | Pastorie                      |
| Woonhuis voormalige boerderij |          |           | Pastoor van Sonsbeeckstraat 48a | 51° 52' 45" NB, 6° 13' 3" OL  | 1955/90 | Woonhuis voormalige boerderij |

## Vethuizen
De plaats Vethuizen kent 8 gemeentelijke monumenten:
| Object               | Bouwjaar | Architect | Locatie                | Coördinaten                   | Nr.      | Afbeelding           |
| -------------------- | -------- | --------- | ---------------------- | ----------------------------- | -------- | -------------------- |
| Hagelkruis met bosje |          |           | bij Dijkhuizerstraat 6 |                               | 1955/116 | Hagelkruis met bosje |
| Boerderij            |          |           | Dijkhuizerstraat 6     | 51° 54' 13" NB, 6° 17' 33" OL | 1955/91  | Boerderij            |
| Boerderij            |          |           | Holthuizerstraat 1     | 51° 54' 44" NB, 6° 17' 24" OL | 1955/92  | Boerderij            |
| Boerderij            |          |           | Holthuizerstraat 4     | 51° 54' 27" NB, 6° 17' 44" OL | 1955/93  | Boerderij            |
| Mariakapel           |          |           | Holthuizerstraat 6     | 51° 54' 29" NB, 6° 17' 51" OL | 1955/94  | Mariakapel           |
| Trafohuisje          |          |           | Laarstraat             | 51° 54' 45" NB, 6° 18' 30" OL | 1955/95  | Trafohuisje          |
| Boerderij            |          |           | Langeboomsestraat 1    | 51° 54' 14" NB, 6° 18' 6" OL  | 1955/96  | Boerderij            |
| Boerderij De Horst   |          |           | Langeboomsestraat 8    | 51° 54' 48" NB, 6° 18' 4" OL  | 1955/113 | Boerderij De Horst   |

## Wijnbergen
De plaats Wijnbergen kent 3 gemeentelijke monumenten:
| Object                | Bouwjaar | Architect | Locatie            | Coördinaten                   | Nr.      | Afbeelding    |
| --------------------- | -------- | --------- | ------------------ | ----------------------------- | -------- | ------------- |
| Trafohuisje           |          |           | Doetinchemseweg 35 | 51° 56' 12" NB, 6° 16' 43" OL | 1955/97  | Trafohuisje   |
| Bluemer Hoeve         |          |           | Kruisallee 14      | 51° 56' 14" NB, 6° 17' 51" OL | 1955/8   | Bluemer Hoeve |
| Voormalige schutsluis |          |           | Oude Sluisweg ong. | 51° 56' 20" NB, 6° 17' 59" OL | 1955/118 | Upload foto   |

## Zeddam
De plaats Zeddam kent 16 gemeentelijke monumenten:
| Object                              | Bouwjaar | Architect | Locatie                              | Coördinaten                   | Nr.      | Afbeelding                          |
| ----------------------------------- | -------- | --------- | ------------------------------------ | ----------------------------- | -------- | ----------------------------------- |
| Woonhuis en stal                    |          |           | Benedendorpsstraat 1-3               | 51° 54' 13" NB, 6° 15' 28" OL | 1955/7   | Woonhuis en stal                    |
| Museumboerderij 't Gildekoat        |          |           | Bovendorpsstraat                     | 51° 54' 12" NB, 6° 15' 7" OL  | 1955/98  | Museumboerderij 't Gildekoat        |
| Herenhuis vmg. pastorie             |          |           | Bovendorpsstraat 5                   | 51° 54' 12" NB, 6° 15' 22" OL | 1955/6   | Herenhuis vmg. pastorie             |
| Winkelhuis                          |          |           | Bovendorpsstraat 7                   | 51° 54' 12" NB, 6° 15' 22" OL | 1955/99  | Winkelhuis                          |
| Woonhuis                            |          |           | Bovendorpsstraat 9                   | 51° 54' 12" NB, 6° 15' 20" OL | 1955/5   | Woonhuis                            |
| Boerderij                           |          |           | Broekzijde 2                         | 51° 54' 34" NB, 6° 16' 17" OL | 1955/100 | Boerderij                           |
| Pastorie Hervormde Gemeente         |          |           | Ettemastraat 1                       | 51° 54' 12" NB, 6° 15' 18" OL | 1955/4   | Pastorie Hervormde Gemeente         |
| Nederlandse Hervormde kerk          |          |           | Ettemastraat 3 (kerk)                | 51° 54' 13" NB, 6° 15' 19" OL | 1955/101 | Nederlandse Hervormde kerk          |
| Woonhuis                            |          |           | Ettemastraat 5                       | 51° 54' 14" NB, 6° 15' 18" OL | 1955/102 | Woonhuis                            |
| Woonhuis                            |          |           | Kilderseweg 1                        | 51° 54' 13" NB, 6° 15' 27" OL | 1955/114 | Woonhuis                            |
| Restaurant De Heereboer             |          |           | Oude Doetinchemseweg 42              | 51° 54' 24" NB, 6° 15' 55" OL | 1955/103 | Restaurant De Heereboer             |
| Woonhuis vmg. bovenmeesterswoning   |          |           | s-Heerenbergseweg 6                  | 51° 54' 11" NB, 6° 15' 27" OL | 1955/104 | Woonhuis vmg. bovenmeesterswoning   |
| Boerderij met stallen Vinkwijkerhof |          |           | Vinkebroeksestraat 3, nu Vinkwijk 10 | 51° 54' 30" NB, 6° 15' 57" OL | 1955/105 | Boerderij met stallen Vinkwijkerhof |
| Stal vmg. school                    |          |           | Vinkwijk 2                           | 51° 54' 14" NB, 6° 15' 56" OL | 1955/106 | Stal vmg. school                    |
| Boerderij                           |          |           | Vinkwijk 5                           | 51° 54' 17" NB, 6° 16' 9" OL  | 1955/107 | Boerderij                           |
| Woonhuis vmg. boerderij             |          |           | Vinkwijkseweg 3                      | 51° 54' 10" NB, 6° 15' 34" OL | 1955/108 | Woonhuis vmg. boerderij             |

Aalten · 
Apeldoorn · 
Arnhem · 
Barneveld · 
Berkelland · 
Beuningen · 
Bronckhorst · 
Brummen · 
Buren · 
Culemborg · 
Doesburg · 
Doetinchem · 
Druten · 
Duiven · 
Ede · 
Elburg · 
Epe · 
Ermelo · 
Groesbeek · 
Harderwijk · 
Hattem · 
Heerde · 
Heumen · 
Lingewaard · 
Lochem · 
Maasdriel · 
Montferland · 
Neder-Betuwe · 
Nijkerk · 
Nijmegen · 
Nunspeet · 
Oldebroek · 
Oost Gelre · 
Oude IJsselstreek · 
Overbetuwe · 
Putten · 
Renkum · 
Rheden · 
Rozendaal · 
Scherpenzeel · 
Tiel · 
Ubbergen · 
Voorst · 
Wageningen · 
West Betuwe · 
West Maas en Waal · 
Westervoort · 
Wijchen · 
Winterswijk · 
Zaltbommel · 
Zevenaar · 
Zutphen